# Jake Matijevic
Jake Matijevic – marsjańska skała bazaltowa o kształcie piramidalnym, odkryta i zbadana przez łazik Curiosity. Jest to pierwsza marsjańska skała, którą łazik badał podczas swojej misji na Marsie, rozpoczętej lądowaniem 6 sierpnia 2012 roku.

## Charakterystyka
Skała o wymiarach 40×25 cm znajduje się na obszarze krateru Gale. Podczas badania okazało się, że ma złożoną budowę i przypomina nietypową, choć dobrze znaną skałę wulkaniczną występującą na Ziemi. Jako całość ma skład mineralny charakterystyczny dla bazaltu, ale jest bogata w skalenie alkaliczne i jednocześnie uboga w magnez i żelazo. Jest także zbudowana z różnorodnych ziaren mineralnych, m.in. oliwinu, skaleni i piroksenu.
Skała została nazwana na cześć Jacoba Matijevica (1947–2012), matematyka i inżyniera NASA, który odegrał kluczową rolę w projektowaniu łazika, a który zmarł kilkanaście dni po wylądowaniu Curiosity na Marsie.

## Badania
Badania przeprowadzono za pomocą Alpha Particle X-ray Spectrometer (APXS) – spektrometru do badania składu chemicznego skał i gruntu oraz Chemistry and Camera (ChemCam) – urządzenia do zdalnej detekcji składu chemicznego i mikrofotografii powierzchni próbek. W każdym z 14 badanych punktów skały urządzenie ChemCam stwierdziło inny skład mineralny, co sugeruje, że badane były ziarna różnych minerałów tworzących skałę.